# Campeonato Maranhense de Futebol de 2024 - Série A
O Campeonato Maranhense de 2024 - Série A é a 103.ª edição desta competição futebolística organizada pela Federação Maranhense de Futebol (FMF).

## Formato
No dia 21 de outubro de 2023, a FMF começou a pedir sugestões às equipes participantes para possiveis formatos da competição, que já poderia ser modificado. Hans Nina, vice-presidente da FMF, disse ser favorável ao sistema de pontos corridos, com jogos de ida e volta, afirmando:

Isso vai exigir que a gente inicie a competição mais cedo, pois utilizaremos maior número de datas, mas por outro lado garantirá calendário maior no Estadual aos clubes e, sobretudo assegura que todas as equipes disputem o mesmo número de jogos como mandantes e visitantes.
Apesar disso, alguns dirigentes dos clubes - principalmente os da capital - acharam que esse formato só aumentaria as despesas, destacando principalmente as viagens a Imperatriz, onde um clube chegava a gastar cerca de 20 mil reais só com uma viagem.
No dia 31 de outubro, a FMF de forma virtual realizou a reunião arbitral da competição, na qual foi debatido principalmente o sistema de disputa. Os representantes de Chapadinha, Cordino, Moto Club e Sampaio Corrêa apresentaram em conjunto uma proposta sugerindo uma primeira fase de pontos corridos, em jogos de ida e volta, com uma final em jogo único entre os dois melhores colocados. Por outro lado, as equipes restantes propuseram algo semelhante, mas com a realização das semifinais. Depois, foi definida a realização das semifinais por voto da FMF. Além disso, ficou definido que com a extinção da Copa FMF, considerou-se necessária uma competição mais longa para manter as equipes em atividade por mais tempo. A reunião seguinte foi marcada para o dia 9 de novembro.
A segunda reunião foi para definir os últimos detalhes da competição. As semifinais e as finais foram definidas para serem disputadas em jogos de ida e volta. Qualquer empate no placar agregado levará a partida para a disputa por pênaltis. A FMF também anunciou que realizaria um sorteio dias depois para definir a posição dos clubes na tabela, além da data de início do torneio para o dia 10 de janeiro de 2024. Junto disso, não haverá limite para o número de atletas inscritos. Marcinho Guerreiro, técnico do Moto Club, demonstrou-se entusiasmado com o formato, afirmando que a competição ganharia mais atratividade.
Essa edição conta com a participação dos 6 melhores colocados na classificação geral da primeira divisão de 2023, além de Tuntum e Imperatriz, promovidos da segunda divisão de 2023.

## Primeira fase
| Pos | Equipe         | Pts | J  | V | E | D | GP | GC | SG  | Classificação ou descenso    |     | MAC | SAM | IMP | MOT | PIN | TUN | CHA | COR |
| --- | -------------- | --- | -- | - | - | - | -- | -- | --- | ---------------------------- | --- | --- | --- | --- | --- | --- | --- | --- | --- |
| 1   | Maranhão       | 31  | 14 | 9 | 4 | 1 | 27 | 9  | +18 | Fase Final                   |     | —   | 3–0 | 1–1 | 0–0 | 2–0 | 4–0 | 1–0 | 2–0 |
| 2   | Sampaio Corrêa | 28  | 14 | 8 | 4 | 2 | 24 | 13 | +11 | Fase Final                   |     | 2–2 | —   | 1–1 | 2–0 | 2–2 | 2–0 | 2–0 | 2–1 |
| 3   | Imperatriz     | 25  | 14 | 7 | 4 | 3 | 17 | 12 | +5  | Fase Final                   |     | 0–1 | 1–0 | —   | 3–1 | 2–1 | 0–1 | 1–0 | 1–0 |
| 4   | Moto Club      | 17  | 14 | 4 | 5 | 5 | 15 | 20 | −5  | Fase Final                   |     | 1–5 | 0–0 | 0–1 | —   | 0–0 | 1–1 | 4–2 | 2–1 |
| 5   | Pinheiro       | 14  | 14 | 2 | 8 | 4 | 20 | 19 | +1  |                              |     | 2–2 | 1–2 | 2–2 | 2–3 | —   | 4–0 | 1–1 | 2–0 |
| 6   | Tuntum         | 13  | 14 | 5 | 4 | 5 | 19 | 23 | −4  |                              | 2–0 | 0–1 | 1–1 | 3–2 | 0–0 | —   | 5–4 | 3–0 |     |
| 7   | Chapadinha     | 9   | 14 | 2 | 3 | 9 | 11 | 23 | −12 | Rebaixados à Série B de 2025 |     | 0–2 | 0–3 | 0–1 | 0–1 | 1–1 | 1–0 | —   | 2–1 |
| 8   | Cordino        | 7   | 14 | 1 | 4 | 9 | 14 | 28 | −14 | Rebaixados à Série B de 2025 |     | 1–2 | 2–5 | 3–2 | 0–0 | 2–2 | 3–3 | 0–0 | —   |

1. ↑  O Tuntum foi punido com a perda de 6 pontos por uma escalação de um jogador irregular.[9]
2. ↑  A partida entre Chapadinha e Sampaio Corrêa foi decretada W.O. para o time visitante devido ao atraso da ambulância por mais de uma hora.[10]

## Fase final

### Esquema
Em itálico, as equipes que possuem o mando de campo no primeiro confronto; em negrito as equipes vencedoras.
|  | Semifinais     | Semifinais     | Semifinais | Semifinais |   |          | Final | Final | Final | Final |
|  |                |                |            |            |   |          |       |       |       |       |
|  | Maranhão (pen) | 0              | 2          | 2 (6)      |   |          |       |       |       |       |
|  | Tuntum         | 1              | 1          | 2 (5)      |   |          |       |       |       |       |
|  | Tuntum         | 1              | 1          | 2 (5)      |   | Maranhão | 3     |       |       |       |
|  |                |                |            |            |   | Maranhão | 3     |       |       |       |
|  |                | Sampaio Corrêa | 3          |            |   |          |       |       |       |       |
|  | Sampaio Corrêa | Sampaio Corrêa | 3          | 2          | 3 | 5        |       |       |       |       |
|  | Sampaio Corrêa |                |            | 2          | 3 | 5        |       |       |       |       |
|  | Imperatriz     | 0              | 0          | 0          |   |          |       |       |       |       |

### Semifinais
| 06 de abril de 2024 | Imperatriz | 0 – 2          | Sampaio Corrêa     | Frei Epifânio, Imperatriz                                                      |
| 19:30               |            | Súmula Borderô | Bruno Baio 8', 40' | Público: 1 289 Renda: R$ 15 159,00 Árbitro: MA José Henrique de Azevedo Junior |

| 07 de abril de 2024 | Tuntum            | 1 – 0          | Maranhão | Rafael Seabra, Tuntum                                          |
| 16:00               | Cléber Pereira 2' | Súmula Borderô |          | Público: 503 Renda: R$ 5 030,00 Árbitro: MA Maykon Matos Nunes |

| 09 de abril de 2024 | Sampaio Corrêa                       | 3 – 0          | Imperatriz | Castelão, São Luís                                            |
| 19:30               | João Felipe 5', 32' · Bruno Baio 52' | Súmula Borderô |            | Público: 669 Renda: R$ 9 732,00 Árbitro: MA José Marcos Rocha |

| 11 de abril de 2024 | Maranhão                             | 2 – 1          | Tuntum               | Castelão, São Luís                                                     |
| 20:15               | Felipe Cruz 39' · Ronald Camarão 76' | Súmula Borderô | Richard Tabosa 90+7' | Público: 397 Renda: R$ 3 900,00 Árbitro: MA Ranilton Oliveira de Sousa |

|                                                           |       | Penalidades                                        |  |
| André Radija Capote Pedro Gustavo Cavi Clessione Adeílson | 6 – 5 | Romério Rodrigo Ferreira João Victor Adrian Mateus |  |

### Final
| 16 de abril de 2024 | Sampaio Corrêa                               | 3 – 3          | Maranhão                                    | Castelão, São Luís                                                  |
| 19:30               | Edrean 35' · Franklin 80' · Pimentinha 90+9' | Súmula Borderô | Vander 25' · Adeílson 45' · Filipe Cruz 76' | Público: 2 792 Renda: R$ 45 835,00 Árbitro: MA Wallas Martins Lopes |

| 20 de abril de 2024 | Maranhão | Cancelado      | Sampaio Corrêa | Castelão, São Luís |
| 16:30               |          | Súmula Borderô |                |                    |

### Novo Esquema
Em itálico, as equipes que possuem o mando de campo no primeiro confronto; em negrito as equipes vencedoras.
|  | Semifinais     | Semifinais     | Semifinais | Semifinais |   |          | Final | Final | Final | Final |
|  |                |                |            |            |   |          |       |       |       |       |
|  | Maranhão       | 1              | 1          | 2          |   |          |       |       |       |       |
|  | Moto Club      | 0              | 1          | 1          |   |          |       |       |       |       |
|  | Moto Club      | 0              | 1          | 1          |   | Maranhão | 0     | 0     | 0     |       |
|  |                |                |            |            |   | Maranhão | 0     | 0     | 0     |       |
|  |                | Sampaio Corrêa | 1          | 1          | 2 |          |       |       |       |       |
|  | Sampaio Corrêa | Sampaio Corrêa | 1          | 1          | 2 | 2        | 3     | 5     |       |       |
|  | Sampaio Corrêa |                |            |            |   | 2        | 3     | 5     |       |       |
|  | Imperatriz     | 0              | 0          | 0          |   |          |       |       |       |       |

### Semifinais
| 06 de abril de 2024 | Imperatriz | 0 – 2          | Sampaio Corrêa     | Frei Epifânio, Imperatriz                                                      |
| 19:30               |            | Súmula Borderô | Bruno Baio 8', 40' | Público: 1 289 Renda: R$ 15 159,00 Árbitro: MA Jose Henrique de Azevedo Junior |

| 23 de abril de 2024 | Moto Club | 0 – 1          | Maranhão           | Estádio Castelão, São Luís                                                     |
| 19:30               |           | Súmula Borderô | Ronald Camarão 48' | Público: 1 529 Renda: R$ 15 159,00 Árbitro: MA Jose Henrique de Azevedo Junior |

| 09 de abril de 2024 | Sampaio Corrêa                       | 3 – 0          | Imperatriz | Estádio Castelão, São Luís                                    |
| 19:30               | João Felipe 5', 32' · Bruno Baio 52' | Súmula Borderô |            | Público: 669 Renda: R$ 9 732,00 Árbitro: MA Jose Marcos Rocha |

| 08 de maio de 2024 | Maranhão           | 1 – 1          | Moto Club          | Castelão, São Luís                                                            |
| 19:30              | Ronald Camarão 53' | Súmula Borderô | Geovane Itinga 10' | Público: 415 Renda: R$ 12 580,00 Árbitro: MA Mayron Frederico dos Reis Novais |

### Final
| 29 de maio de 2024 | Sampaio Corrêa | 1 – 0          | Maranhão | Castelão, São Luís                                                     |
| 19:30              | Maurício 62'   | Súmula Borderô |          | Público: 1 778 Renda: R$ 24 353,00 Árbitro: MA Paulo José Souza Mourão |

|  | Sampaio Corrêa |  | Maranhão A.C. |  |

| 15 de junho de 2024 | Maranhão | 0 – 1          | Sampaio Corrêa | Castelão, São Luís                                                             |
| 15:45               |          | Súmula Borderô | Nadson 35'     | Público: 1 135 Renda: R$ 40 000,00 Árbitro: MA José Henrique de Azevedo Junior |

|  | Maranhão A.C. |  | Sampaio Corrêa |  |

## Premiação
| Campeonato Maranhense Série A de 2024 |
| São Luís                              |
| ------------------------------------- |
| Sampaio Corrêa Campeão (37.º título)  |

## Classificação geral
| Pos | Equipe             | Pts | J  | V  | E | D | GP | GC | SG  | Classificação ou descenso                                                                                          |
| --- | ------------------ | --- | -- | -- | - | - | -- | -- | --- | --- |
| 1   | Sampaio Corrêa (C) | 40  | 19 | 12 | 5 | 2 | 34 | 16 | +18 | Campeão, e Classificado para á Copa do Brasil de 2025 e Copa do Nordeste de 2025                                   |
| 2   | Maranhão           | 35  | 21 | 11 | 6 | 4 | 34 | 17 | +17 | Vice-campeão, e Classificado para á Copa do Brasil de 2025, Brasileirão Série D de 2025 e Copa do Nordeste de 2025 |
| 3   | Imperatriz         | 25  | 16 | 7  | 4 | 5 | 17 | 17 | 0   | Terceiro lugar, e Classificado para o Brasileirão Série D de 2025                                                  |
| 4   | Moto Club          | 18  | 16 | 4  | 6 | 6 | 16 | 22 | −6  | Eliminado nas Semifinais, e Classificado para á Copa do Nordeste de 2025                                           |
| 5   | Pinheiro           | 14  | 14 | 2  | 8 | 4 | 20 | 19 | +1  | Permanecem, para o Campeonato Maranhense de 2025                                                                   |
| 6   | Tuntum             | 13  | 16 | 6  | 4 | 6 | 21 | 25 | −4  | Permanecem, para o Campeonato Maranhense de 2025                                                                   |
| 7   | Chapadinha         | 9   | 14 | 2  | 3 | 9 | 11 | 23 | −12 | Rebaixados, á Série B do Campeonato Maranhense de 2025                                                             |
| 8   | Cordino            | 7   | 14 | 1  | 4 | 9 | 14 | 28 | −14 | Rebaixados, á Série B do Campeonato Maranhense de 2025                                                             |

## Estatísticas

### Artilharia
| Gols | Jogador       | Time           |
| ---- | ------------- | -------------- |
| 10   | Bruno Baio    | Sampaio Corrêa |
| 9    | Ronal Camarão | Maranhão       |
| 7    | Ulisses       | Cordino        |
| 5    | Geovani       | Moto Club      |
| 5    | Neto          | Pinheiro       |

## Público
Maiores Públicos Pagantes
Estes são os dez maiores públicos pagantes do campeonato, sem considerar as partidas com portões fechados.
| N.º | Público | Mandante       | Placar | Visitante      | Estádio       | Data            | Rodada    | Ref.   |
| --- | ------- | -------------- | ------ | -------------- | ------------- | --------------- | --------- | ------ |
| 1   | 3 191   | Sampaio Corrêa | 2–0    | Moto Club      | Castelão      | 3 de fevereiro  | 6ª        | [ 11 ] |
| 2   | 2 792   | Sampaio Corrêa | 3–3    | Maranhão       | Castelão      | 16 de abril     | Final     | [ 12 ] |
| 3   | 1 950   | Cordino        | 2–5    | Sampaio Corrêa | Leandro Silva | 17 de fevereiro | 8ª        | [ 13 ] |
| 4   | 1 778   | Sampaio Corrêa | 1–0    | Maranhão       | Castelão      | 29 de maio      | Final     | [ 14 ] |
| 5   | 1 773   | Imperatriz     | 1–0    | Sampaio Corrêa | Frei Epifânio | 7 de fevereiro  | 7ª        | [ 15 ] |
| 6   | 1 533   | Imperatriz     | 0–1    | Maranhão       | Frei Epifânio | 31 de janeiro   | 6ª        | [ 16 ] |
| 7   | 1 529   | Moto Club      | 0–1    | Maranhão       | Castelão      | 23 de abril     | Semifinal | [ 17 ] |
| 8   | 1 441   | Imperatriz     | 0–1    | Tuntum         | Frei Epifânio | 17 de fevereiro | 8ª        | [ 18 ] |
| 9   | 1 310   | Imperatriz     | 3–1    | Moto Club      | Frei Epifânio | 17 de janeiro   | 2ª        | [ 19 ] |
| 10  | 1 289   | Imperatriz     | 0–2    | Sampaio Corrêa | Frei Epifânio | 6 de abril      | Semifinal | [ 20 ] |

Menores Públicos Pagantes
Estes são os dez menores públicos pagantes do campeonato, sem considerar as partidas com portões fechados.
| N.º | Público | Mandante | Placar | Visitante  | Estádio         | Data           | Rodada | Ref.   |
| --- | ------- | -------- | ------ | ---------- | --------------- | -------------- | ------ | ------ |
| 1   | 50      | Pinheiro | 1–1    | Chapadinha | Costa Rodrigues | 2 de abril     | 14ª    | [ 21 ] |
| 2   | 100     | Pinheiro | 2–2    | Maranhão   | Costa Rodrigues | 20 de janeiro  | 3ª     | [ 22 ] |
| 3   | 102     | Pinheiro | 2–2    | Imperatriz | Costa Rodrigues | 24 de janeiro  | 4ª     | [ 23 ] |
| 4   | 108     | Pinheiro | 2–0    | Cordino    | Costa Rodrigues | 3 de fevereiro | 6ª     | [ 24 ] |
| 5   | 120     | Maranhão | 0–0    | Moto Club  | Castelão        | 2 de abril     | 14ª    | [ 25 ] |
| 6   | 125     | Tuntum   | 0–0    | Pinheiro   | Rafael Seabra   | 28 de janeiro  | 5ª     | [ 26 ] |
| 7   | 127     | Maranhão | 2–0    | Cordino    | Castelão        | 10 de março    | 11ª    | [ 27 ] |
| 8   | 139     | Tuntum   | 3–0    | Cordino    | Rafael Seabra   | 2 de abril     | 14ª    | [ 28 ] |
| 9   | 142     | Maranhão | 1–1    | Imperatriz | Castelão        | 30 de março    | 13ª    | [ 29 ] |
| 10  | 143     | Tuntum   | 5–4    | Chapadinha | Rafael Seabra   | 24 de março    | 13ª    | [ 30 ] |

Médias de público
Estas são as médias de público dos clubes no campeonato. Considera-se apenas os jogos da equipe como mandante e o público pagante:
| Pos.  | Time           | Média | Total  | Mandos | Maior | Menor |
| ----- | -------------- | ----- | ------ | ------ | ----- | ----- |
| 1     | Sampaio Corrêa | 1 213 | 12 137 | 10     | 3 191 | 329   |
| 2     | Imperatriz     | 1 212 | 9 695  | 8      | 1 773 | 306   |
| 3     | Moto Club      | 588   | 4 708  | 8      | 1 529 | 225   |
| 4     | Chapadinha     | 548   | 3 287  | 6      | 917   | 150   |
| 5     | Cordino        | 548   | 3 834  | 7      | 1 950 | 201   |
| 6     | Maranhão       | 367   | 3 676  | 10     | 1 135 | 127   |
| 7     | Tuntum         | 230   | 1 837  | 8      | 503   | 125   |
| 8     | Pinheiro       | 220   | 1 538  | 7      | 841   | 50    |
| Total | Total          | 678   | 43.433 | 64     | 3 191 | 50    |